# Leucothyreus pinchoni
Leucothyreus pinchoni är en skalbaggsart som beskrevs av Fortuné Chalumeau 1976. Leucothyreus pinchoni ingår i släktet Leucothyreus och familjen Rutelidae. Inga underarter finns listade i Catalogue of Life.